# Grupo de NGC 4051
El grupo de NGC 4051 Grupo Osa Mayor Sur. Aparecen la mayoría de las galaxias más grandes ubicadas al sur de los 50 grados. Al igual que el Grupo M109 muchas de las galaxias aquí son espiraladas. A veces es incluido como parte del Grupo M109.

## Galaxias
- UGC 6161

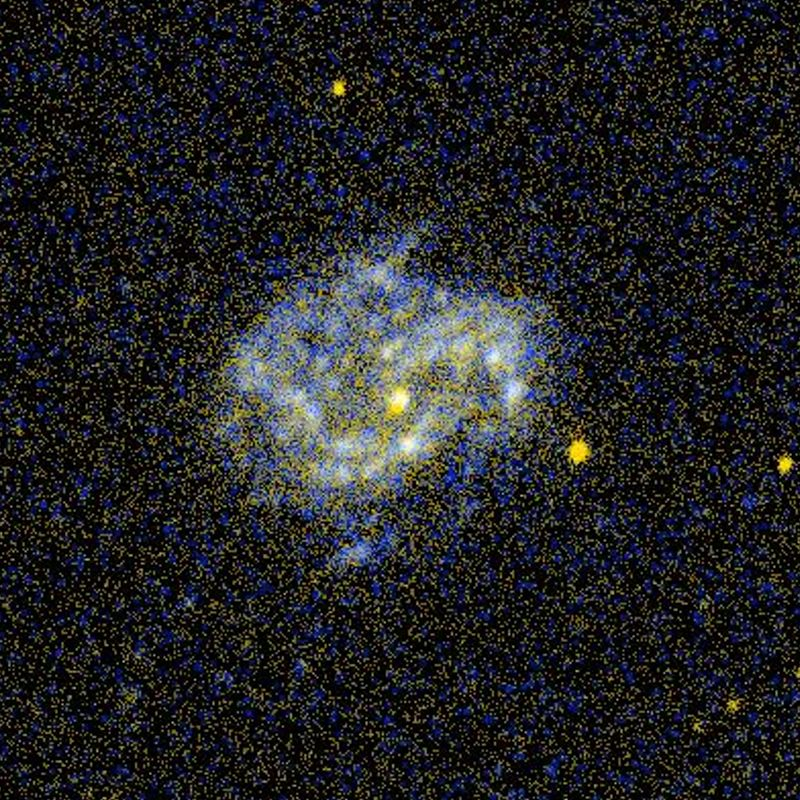
NGC 3600
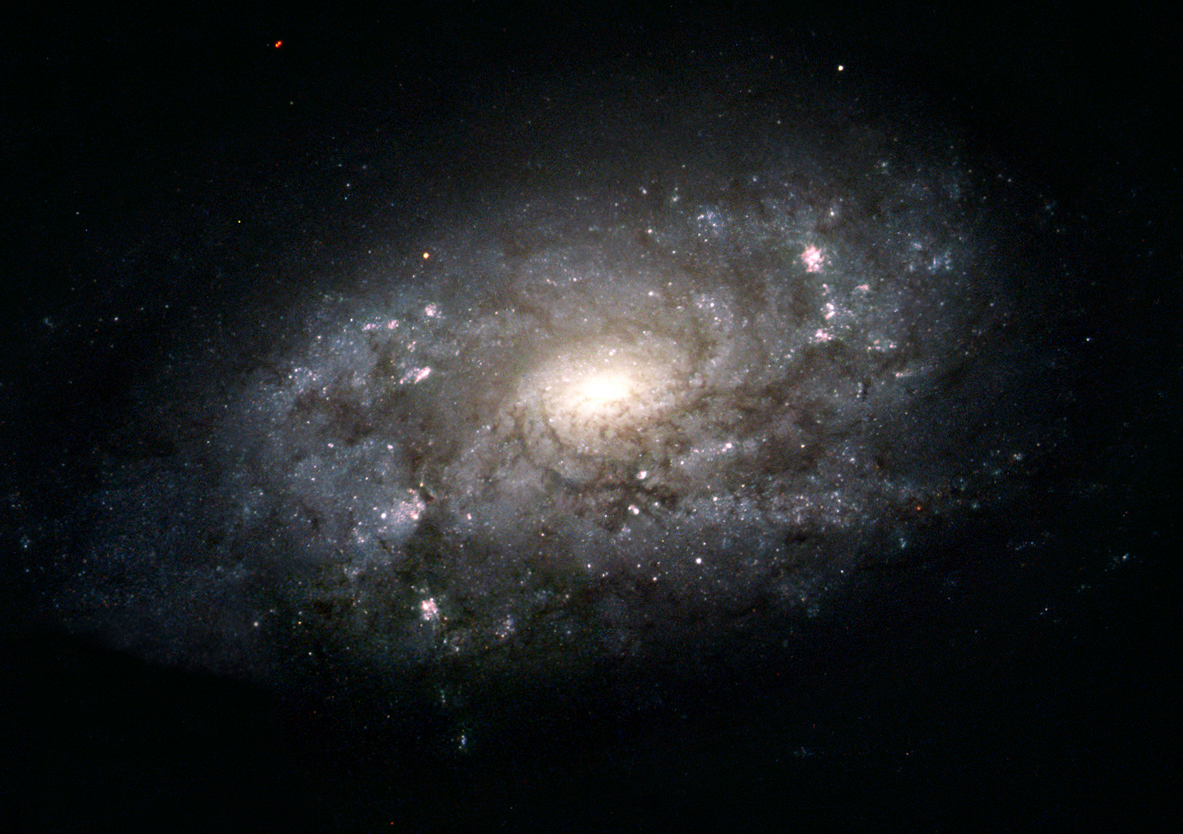
NGC 3675
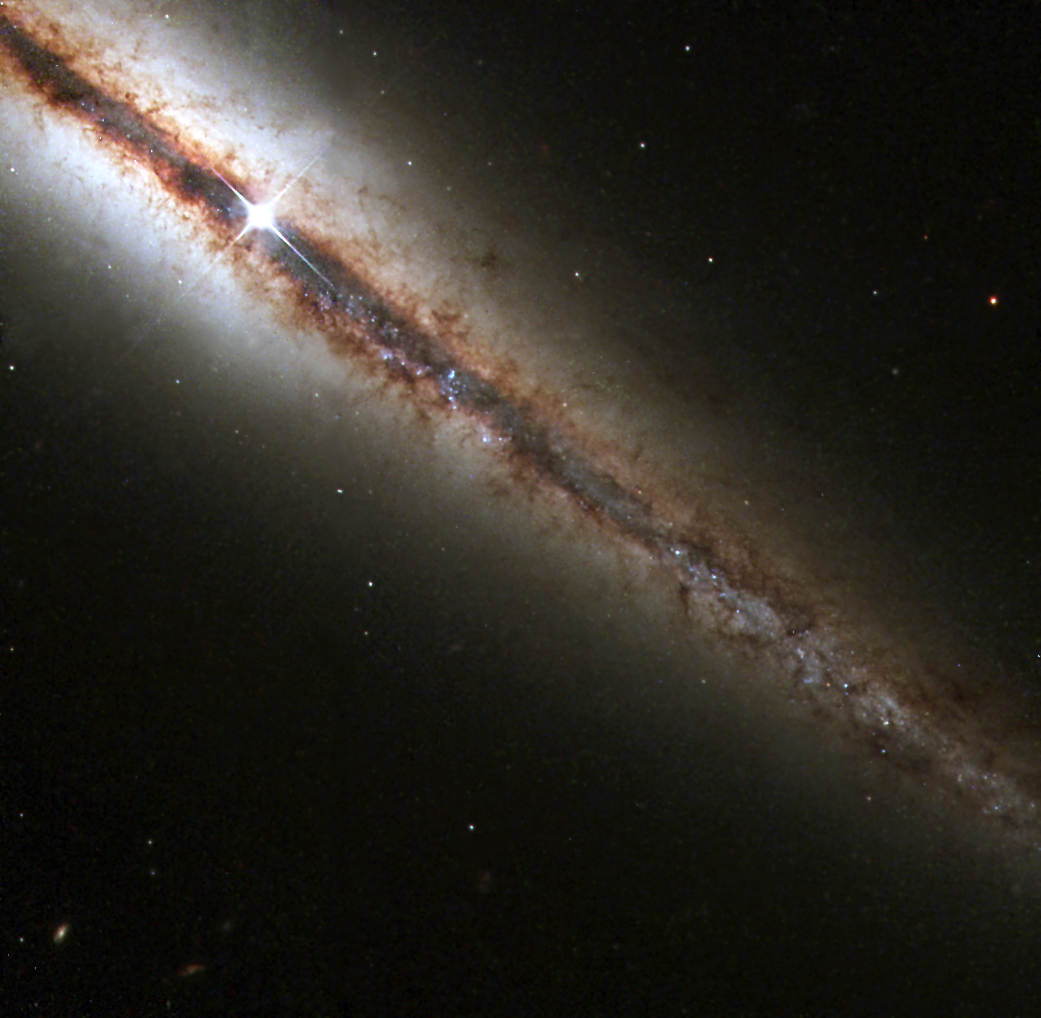
NGC 3726
- UGC 6628
- NGC 3877
- NGC 3893
- UGC 6818
- NGC 3938
- NGC 3949
- NGC 3950
- UGC 6930
- NGC 4010
- IC 749
- NGC 4013
- IC 750
- NGC 4051
- UGC 7089
- NGC 4100
- NGC 4111
- NGC 4117
- NGC 4138
- NGC 4143
- NGC 4183
- NGC 4217
- NGC 4220
- NGC 4346
- NGC 4389

- NGC 4051
- NGC 3949
- NGC 4013

- Datos: Q5886625